# Prednji nazupčani mišić
Prednji nazupčani mišić (lat. musculus serratus anterior) je mišić iz skupine prsnih mišića. Mišić inervira lat. nervus thoracicus longus.

## Polazište i hvatište
Mišićne niti polaze s vanjskih strana rebara (1. – 9.) i hvataju se za medijalni rub lopatice.